# Brigitte Hürlimann
Brigitte Hürlimann (* 1963 in Basel; heimatberechtigt in Walchwil) ist eine Schweizer Journalistin und Autorin.

## Leben
Nach Schulbesuchen in Basel und Luzern besuchte sie Kurse am Medienausbildungszentrum in Luzern. Danach arbeitete sie als freie Journalistin für das Luzerner Tagblatt und als Reporterin beim Tages-Anzeiger. Es folgte ein längerer Aufenthalt in Paris, bevor sie in die Schweiz zurückkehrte und drei Jahre in der Ateliergemeinschaft kontrast in Zürich tätig war.
Anschliessend immatrikulierte sich Hürlimann zur Zweitausbildung für ein Studium der Rechtswissenschaften an der Universität Freiburg und schloss es 2004 mit der Dissertation «Prostitution. Ihre Regelung im schweizerischen Recht und die Frage der Sittenwidrigkeit» und damit verbundener Promotion ab. Seit 1993 schrieb sie regelmässig für die Wochenendbeilage der Neuen Zürcher Zeitung; im Jahr 2000 wechselte sie als Mitarbeiterin ins Ressort Zürich. Ab 2005 war sie dort Redaktorin und insbesondere für Justizfragen und Gerichtsberichterstattung aus dem Kanton Zürich zuständig. Auch in der tageszeitung erschienen vereinzelt Artikel von ihr. Zum Jahresende 2017 kündigte Brigitte Hürlimann bei der NZZ und übernahm am 1. März 2018 die Redaktionsleitung des Magazins Plädoyer, daneben war sie freie Gerichtsreporterin für das Onlinemagazin Republik. Auf den 1. Dezember 2018 gab sie die Redaktionsleitung von Plädoyer ab und arbeitet seither in einem 80-%-Pensum für die Republik.

## Auszeichnungen
- 1994: Zürcher Journalistenpreis (Swissairpreis)[4]
- 1999: Zürcher Journalistenpreis[4]
- 2001: Gabriel-Grüner-Stipendium (gemeinsam mit Peter Dammann für Die Menschen von Kosloduj)
- 2008: Urner Medienpreis für Das Wunder von Andermatt. In: Neue Zürcher Zeitung. Nr. 112/2008 (PDF; 6,20 MB)
- 2019: Ehrendoktorwürde (Doctor iuris honoris causa) der Universität Bern

## Werke (Auswahl)
- Prostitution. Ihre Regelung im schweizerischen Recht und die Frage der Sittenwidrigkeit. Schulthess Juristische Medien, Zürich 2004, ISBN 978-3-72554-712-8.
- Die wichtigsten Verträge auf einen Blick. Eine Übersicht über die häufigsten Verträge des Alltags. Mit Checklisten und Mustervorlagen. Saldo Consuprint, 2006, ISBN 978-3-90795-522-2.
- Geschichten aus Bethlehem. Ein Kinderspital in Palästina. Dölling und Galitz Verlag, München 2010, ISBN 978-3-86218-004-2.
- Denkpausen. Dreissig Reportagen aus drei Jahrzehnten. Herausgegeben von Christian Güntlisberger und Brigitte Hürlimann, Verlag Neue Zürcher Zeitung, 2012, ISBN 978-3-03823-751-8.